# Lionel Morgan
Lionel Morgan (Tweed Heads, Australia; 12 de agosto de 1938 -16 de septiembre de 2023) fue un jugador de rugby australiano de ascendencia indígena que jugó en la posición de wing.

## Carrera

### Club
Jugó para el Wynnum Manly Seagulls de 1959 a 1968 con los que disputó 106 partidos. En su carrera fue víctima de Racismo.

### Representativos
Jugó para los Brisbane Firsts con los que anotó 23 tries y anotó 147 puntos; y también jugó para los Queensland Maroons en 12 ocasiones, con los que anotó 9 tries y anotó 27 puntos.

### Selección nacional
Jugó para Australia en tres ocasiones en 1960 durante los partidos ante Francia, con los que anotó dos tries y sumó seis puntos, por lo que fue el priner atleta de origen indígena en representar a Australia en la historia del deporte nacional.

## Tras el retiro
Morgan continuó su carrera en el rugby como entrenador del Queensland Maroons U-16.

## Distinciones
- Miembro del Equipo Indígena del Siglo en 2008.[9]